# Płyta sundajska
Płyta sundajska − niewielka płyta tektoniczna, położona między płytą eurazjatycką na północy, płytą birmańską na zachodzie, płytą filipińską na wschodzie oraz płytą australijską na południu.

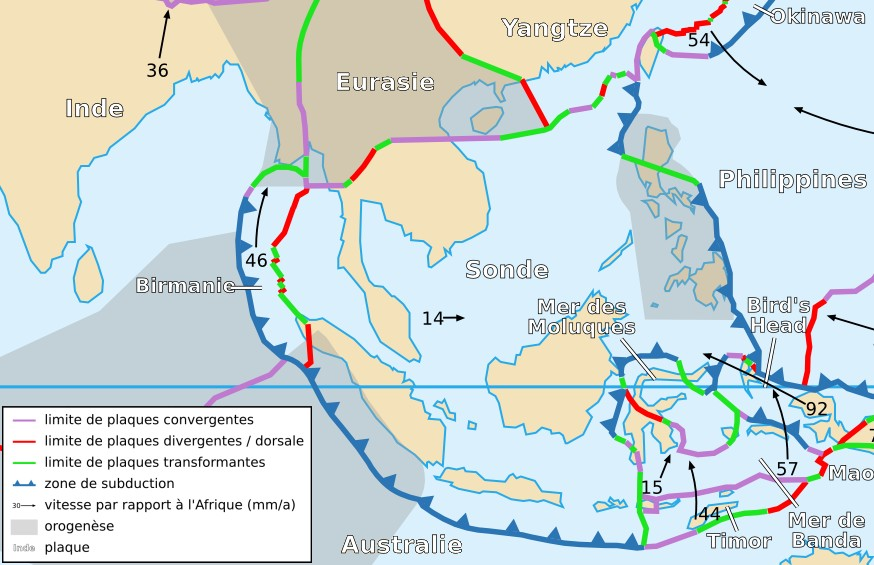
płyta sundajska

Czasami uważana jest za część płyty eurazjatyckiej.
Geograficznie płyta sundajska leży w południowo-wschodniej Azji, obejmując Morze Południowochińskie, Morze Andamańskie, Kambodżę, południową część państw Wietnam, Laos i Tajlandia, wyspy: Borneo, Sumatra, Jawa i część wyspy Celebes i zachodnią część Filipin oraz morza między tymi wyspami.